# Euchomenella
Euchomenella – rodzaj modliszek z rodziny modliszkowatych i podrodziny Angelinae.
Takson ten opisany został w 1919 roku przez Ermanno Giglio-Tosa, który jego gatunkiem typowym ustanowił gatunek Euchomenella heteroptera. Dawniej klasyfikowany był w podrodzinie Thespinae, później zaliczony przez Giglio-Tosa do Schizocephalinae, a następnie przez Beiera do plemienia Angelini w podrodzinie Mantinae, które zostało wydzielone potem do własnej podrodziny.
Modliszki te mają odnóża przednie o zewnętrznych płatkach wierzchołkowych bioder przylegających, a drugim kolcu dyskowatym ud dłuższym niż pierwszy. Skrzydła u samic są wyraźnie zredukowane. Samce mają proste narządy rozrodcze z niezakrzywionym pseudofallusem. Przysadki odwłokowe są nierozszerzone, zaokrąglone.
Do rodzaju tego należy 8 gatunków:
- Euchomenella apicalis Werner, 1922
- Euchomenella heteroptera de Haan, 1842
- Euchomenella macrops Saussure, 1870
- Euchomenella matilei Roy, 2001
- Euchomenella moluccarum Saussure, 1872
- Euchomenella pallida Roy, 2001
- Euchomenella thoracica de Haan, 1842
- Euchomenella udovichenkoi Shcherbakov, 2012